# Copa Billie Jean King 2020-21
La Copa Billie Jean King 2020-21 fue la 58.ª edición del torneo de tenis femenino más importante por naciones. 
Para esta edición, se cambió el formato de la Fed Cup. La modificación principal es el Grupo Mundial que tiene lugar, en un lugar y en una semana, con doce equipos divididos en cuatro grupos de tres naciones, con los ganadores de cada grupo avanzando a las semifinales. La serie entre los equipos en esta etapa contó con dos partidos individuales y uno doble. Como el Grupo Mundial tuvo lugar como un solo torneo, el evento se denominó Finales de Copa Billie Jean King. Los grupos de zonas inferiores I, II y III estuvieron compuestos por grupos de round-robin que decidirán la promoción o el descenso.

## Fase Final
Fecha: 1–6 de noviembre de 2021 
Lugar: O2 Arena en Praga, República Checa
Superficie: Dura
12 naciones participarán en la Fase Final, anteriormente conocida como Grupo Mundial. La calificación es la siguiente:
- Los 2 finalistas (F) de la edición anterior
- El país anfitrión (A)
- 1 invitación (WC)
- 8 ganadores de una ronda de calificación celebrada en febrero de 2020

| Francia (F) | Australia (F) | Canadá (WC) | República Checa (A) | Alemania | Bélgica |
| Bielorrusia | Eslovaquia    | España      | Estados Unidos      | Rusia    | Suiza   |
| ----------- | ------------- | ----------- | ------------------- | -------- | ------- |

### Fase de grupos
|  | Clasificado para la Fase Eliminatoria |

G = Ganados, P = Perdidos, S = Sets
| Grupo | Primeras       | Primeras | Primeras | Primeras | Segundas        | Segundas | Segundas | Segundas | Terceras    | Terceras | Terceras | Terceras |
| Grupo | País           | E G–P    | P G–P    | S G–P    | País            | E G–P    | P G–P    | S G–P    | País        | E G–P    | P G–P    | S G–P    |
| ----- | -------------- | -------- | -------- | -------- | --------------- | -------- | -------- | -------- | ----------- | -------- | -------- | -------- |
| A     | Rusia          | 2–0      | 5–1      | 11–4     | Canadá          | 1–1      | 2–4      | 5–9      | Francia     | 0–2      | 2–4      | 6–9      |
| B     | Australia      | 2–0      | 4–2      | 8–7      | Bélgica         | 1–1      | 3–3      | 8–7      | Bielorrusia | 0–2      | 2–4      | 6–8      |
| C     | Estados Unidos | 1–1      | 3–3      | 7–6      | Eslovaquia      | 1–1      | 3–3      | 8–8      | España      | 1–1      | 3–3      | 7–8      |
| D     | Suiza          | 2–0      | 5–1      | 10–3     | República Checa | 1–1      | 3–3      | 7–7      | Alemania    | 0–2      | 1–5      | 4–11     |

### Fase final
|  | Semifinales    | Semifinales    | Semifinales    |       |       | Final          | Final          | Final          |  |
|  | 5 de noviembre | 5 de noviembre | 5 de noviembre |       |       | 6 de noviembre | 6 de noviembre | 6 de noviembre |  |
|  |                |                |                |       |       |                |                |                |  |
|  |                |                |                |       |       |                |                |                |  |
|  | 1ºA            | Rusia          | 2              |       |       |                |                |                |  |
|  | 1ºA            | Rusia          | 2              |       |       |                |                |                |  |
|  | 1ºC            | Estados Unidos | 1              |       |       |                |                |                |  |
|  | 1ºC            | Estados Unidos | 1              |       | Rusia | Rusia          | 2              |                |  |
|  |                |                |                |       | Rusia | Rusia          | 2              |                |  |
|  |                |                | Suiza          | Suiza | 0     |                |                |                |  |
|  | 1ºB            | Australia      | Suiza          | Suiza | 0     | 0              |                |                |  |
|  | 1ºB            | Australia      |                |       |       | 0              |                |                |  |
|  | 1ºD            | Suiza          | 2              |       |       |                |                |                |  |
|  | 1ºD            | Suiza          | 2              |       |       |                |                |                |  |
|  |                |                |                |       |       |                |                |                |  |

|                    |
| Bandera de Rusia   |
| Rusia              |
| Campeona 5° título |

## Fase clasificatoria
Fecha: 7–8 de febrero de 2020
Dieciséis equipos jugarán por ocho puestos en las Finales, en series decididas de local y visitante.
Estos dieciséis equipos son:
- 2 semifinalistas perdedores de la edición anterior,
- 7 ganadores y perdedores de las eliminatorias del Grupo Mundial de la edición anterior, y
- 4 ganadores de los play-offs del Grupo Mundial II de la edición anterior, y
- 3 perdedores de los play-offs del Grupo Mundial II de la edición anterior, basados en clasificaciones
- Los 8 equipos perdedores de la ronda clasificatoria jugarán en el Grupo I de la zona continental correspondiente el próximo febrero.

#: Clasificación de las Naciones al 29 de junio de 2019:
1. Estados Unidos (Cuartos de final de 2019, # 2)
2. Bielorrusia  (Semifinalista 2019, # 5)
3. Rumanía (Semifinalista 2019, # 6)
4. Alemania (Cuartos de final de 2019, # 7)
5. España (ganador del desempate GM 2019, # 8)
6. Suiza (GM Play-off perdedor 2019, # 9)
7. Bélgica (Cuartos de final de 2019, # 10)
8. Gran Bretaña (ganador del desempate GM II 2019, # 11)
9. Letonia (Perdedor del desempate de GM 2019, # 12)
10. Canadá (Perdedor del desempate de GM 2019, # 13)
11. Japón (ganador del desempate GM II 2019, # 14)
12. Eslovaquia (ganador del desempate GM II 2019, # 15)
13. Rusia (ganador del desempate GM II 2019, # 16)
14. Kazajistán (mejor clasificado GM II Play-off perdedor, # 17)
15. Brasil (segundo mejor clasificado GM II Play-off perdedor, # 18)
16. Países Bajos (3er mejor clasificado GM II Play-off perdedor, # 19)

| Local              | Resultado | Visitante        | Ubicación     | Lugar                         | Superficie  | Ref.  |
| ------------------ | --------- | ---------------- | ------------- | ----------------------------- | ----------- | ----- |
| Estados Unidos [1] | 3–2       | Letonia          | Everett       | Angel of the Winds Arena      | Dura (i)    |       |
| Países Bajos       | 2–3       | Bielorrusia [2]  | The Hague     | Sportcampus Zuiderpark        | Arcilla (i) |       |
| Rumanía [3]        | 2–3       | Rusia            | Cluj-Napoca   | BT Arena                      | Dura (i)    |       |
| Brasil             | 0–4       | Alemania [4]     | Florianópolis | Costão do Santinho Resort     | Arcilla     |       |
| España [5]         | 3–1       | Japón            | Cartagena     | Centro de Tenis La Manga Club | Arcilla     |       |
| Suiza [6]          | 3–1       | Canadá           | Biel/Bienne   | Swiss Tennis Arena            | Dura (i)    |       |
| Bélgica [7]        | 3–1       | Kazajistán       | Kortrijk      | SC Lange Munte                | Dura (i)    |       |
| Eslovaquia         | 3–1       | Gran Bretaña [8] | Bratislava    | AXA Aréna NTC                 | Arcilla (i) | [ 1 ] |

## Play-Offs
Fecha: 16–17 de Abril de 2021
Dieciséis equipos jugarán por ocho puestos en la Ronda de Clasificación de 2021, en series decididas de local y visitante.
Estos dieciséis equipos son:
- 8 perdedores de la ronda clasificatoria.
- 8 ganadores de su zona del Grupo I.

Ocho ganadores avanzarán a la Ronda de clasificación de 2021 y ocho perdedores competirán en su respectivo evento regional del Grupo I en 2021.
| Cabezas de serie - Brasil - Canadá - Gran Bretaña - Japón - Kazajistán - Letonia - Países Bajos - Rumanía | Equipos restantes - Argentina - China - India - Italia - México - Polonia - Serbia - Ucrania |

| Local        | Resultado | Visitante  | Ubicación        | Lugar                          | Superficie  | Ref. |
| ------------ | --------- | ---------- | ---------------- | ------------------------------ | ----------- | ---- |
| Polonia      | 3–2       | Brasil     | Bytom            | Hala na Skarpie                | Dura (i)    |      |
| Gran Bretaña | 3–1       | México     | Londres          | National Tennis Centre         | Dura        |      |
| Serbia       | 0–4       | Canadá     | Kraljevo         | Kraljevo Sports Hall           | Dura (i)    |      |
| Letonia      | 3–1       | India      | Jūrmala          | National Tennis Centre Lielupe | Dura (i)    |      |
| Ucrania      | 4–0       | Japón      | Chornomorsk      | Elite Tennis Club              | Arcilla     |      |
| Rumanía      | 1–3       | Italia     | Cluj-Napoca      | BTarena                        | Dura (i)    |      |
| Argentina    | 2–3       | Kazajistán | Córdoba          | Córdoba Lawn Tennis Club       | Arcilla     |      |
| Países Bajos | 3–2       | China      | 's-Hertogenbosch | Maaspoort                      | Arcilla (i) |      |

## Grupos Regionales

### América
| Zona de América | Zona de América | Zona de América | Zona de América | Zona de América | Zona de América   | Zona de América | Zona de América |
| Grupo I         | Grupo I         | Grupo I         | Grupo I         | Grupo I         | Grupo I           | Grupo I         | Grupo I         |
| Argentina       | Chile           | Colombia        | México          | Paraguay        | Perú              | Venezuela       | -               |
| Sin cambios     | Sin cambios     | Sin cambios     | Sin cambios     | Sin cambios     | Decrecimiento     | Decrecimiento   | -               |
| Grupo II        | Grupo II        | Grupo II        | Grupo II        | Grupo II        | Grupo II          | Grupo II        | Grupo II        |
| Bahamas         | Barbados        | Bolivia         | Costa Rica      | Cuba            | Ecuador           | El Salvador     | Guatemala       |
| Sin cambios     |                 |                 | Sin cambios     | Sin cambios     | Sin cambios       | Crecimiento     |                 |
| Honduras        | Jamaica         | Panamá          | Rep. Dominicana | Puerto Rico     | Trinidad y Tobago | Uruguay         | -               |
|                 |                 | Sin cambios     |                 |                 |                   | Sin cambios     | -               |
| --------------- | --------------- | --------------- | --------------- | --------------- | ----------------- | --------------- | --------------- |